# Horst Herden
Horst Herden (* 8. Juli 1928 in Hamburg; † 28. April 2005 ebenda) war ein deutscher Fußballschiedsrichter. Nachdem er bereits zu Anfang der 1950er-Jahre in jungen Jahren zu den besten deutschen Schiedsrichtern gezählt wurde und Spiele der Endrunden um die deutsche Meisterschaft pfiff, leitete er zwischen 1965 und 1972 68 Spiele der Fußball-Bundesliga. Herden hält den Rekord für die höchste Anzahl von Feldverweisen in einem Bundesligaspiel. Sein zwischenzeitliches Engagement als Profischiedsrichter in Brasilien sorgte weiland für Verwerfungen zwischen den nationalen Fußballverbänden.

## Laufbahn
Bereits in seinen frühen Jahren gehörte er zu den Spitzenschiedsrichtern Deutschlands und durfte beispielsweise in den Spielzeiten 1951/52 und 1952/53 jeweils ein Spiel der Endrunde um die deutsche Fußballmeisterschaft leiten. Herden war für „eigenwillige und manchmal tollkühne Entscheidungen“ bekannt.
Anlässlich des letzten Spieles von Náutico Capibaribe aus dem nordost-brasilianischen Recife in Deutschland bei seiner 1953er Frankreich- und Deutschland-Tournee im Juni 1953 in Hamburg sprach der geringfügig ältere Kollege von Herden, Hans Lutzkat, der „in Hamburg mit wechselndem Erfolg zweitklassige Spiele geleitet“ hatte, die Delegation der Brasilianer an, um sich nach den Möglichkeiten für deutsche Fußballschiedsrichter in deren Land zu erkundigen.
Vermutlich war es für die Brasilianer nicht allzu schwierig, dem Deutschen die Vorteile des brasilianischen Berufsschiedsrichtertums jener Jahre zu verdeutlichen. In Deutschland bekamen Schiedsrichter seinerzeit pro Spiel eine Aufwandsentschädigung von bis zu DM 20 pro Spiel – während in Brasilien ein Monatsgehalt von 7000 Cruzeiros (rund DM 1500) plus Beteiligung an Spieleinnahmen und Sonderprämien zu erwarten waren. Vereine in Rio de Janeiro und São Paulo sollen sogar das Doppelte geboten haben.
Schon bald pfiffen Lutzkat und Herden ihre ersten Partien in Brasilien. Während der erstere sich alsbald im historisch von deutschen Einwanderern bevorzugten südlichen Bundesstaat Rio Grande do Sul einen guten Namen machte und bereits bei der Staatsmeisterschaft von 1954 entscheidende Spiele leitete, ließ sich Herden im Nordosten des Landes, im Staat Pernambuco, nieder. Dort, auf der „Hazienda eines schwerreichen Gönners, gewann er sich die Tochter des Hauses zur Gattin. Der Schwiegervater schenkte ihm ein Haus vor den Toren von Pernambuco“, wo Herden residierte und „sorgfältig seine 200 Palmen“ begoss.
In jener Zeit war der DFB geneigt, eine Tournee diverser brasilianischer Vereine durch Deutschland nicht zuzulassen, da der brasilianische Verband sich weigerte eine vom deutschen Verband ausgesprochene Sperre seiner beiden abtrünnigen Schiedsrichter in Anwendung zu bringen. Die brasilianischen Vereine forderten damals bis zu DM 25.000 Antrittsprämie, wenngleich diese nach Verhandlungen beträchtlich reduziert werden konnte.
Ein weiterer Punkt der das deutsch-brasilianische Fußballverhältnis jener Tage belastete, war die plötzliche Ausladung des damaligen deutschen Spitzenvereines Rot-Weiss Essen von der Copa Rio ohne Entschädigung.
Besonders beanstandete der DFB, dass die beiden deutschen Schiedsrichter „bei den in Brasilien für Schiedsrichter geltenden Entschädigungssätzen ihre Amateureigenschaft verlieren“ müssten. Auch hatte Herden in Hamburg seine Braut sitzen lassen – die Brasilianer aber meinten, dass das seine Privatsache war, über die er keine Rechenschaft schuldig sei.
Schließlich stellte sich am Ende die Frage, ob der DFB denn überhaupt für Herden noch zuständig war, da dieser doch aufgrund seines Vereinsaustrittes vor seiner Abreise aus Hamburg doch nicht mehr in den Zuständigkeitsbereich des DFB fiel. Schließlich ließ es der DFB bei einer Sperre für den Amateurbereich bewenden.

### Rückkehr nach Deutschland
Schon 1958 kehrte Horst Herden wegen Erkrankung seiner Mutter wieder nach Deutschland zurück. Eine Sperre auf Lebenszeit wurde zu einer einjährigen Sperre und Herden durfte in der Kreisklasse erneut eine deutsche Schiedsrichterlaufbahn beginnen. Nach „sieben Jahren Strafarbeit“ in unteren Ligen pfiff er schließlich im Oktober 1965 in Gelsenkirchen mit dem Spiel FC Schalke 04 gegen den FC Bayern München, das 1:1 endete, sein erstes Bundesligaspiel. Ab 1963 war er bereits als Linienrichter in der Bundesliga anzutreffen.
Insgesamt sollte er es bis zum April 1972, als er ebenso in Gelsenkirchen, diesmal bei einem Spiel der Schalker gegen Borussia Mönchengladbach das ebenso 1:1 endete, 68 Bundesligaspiele leiten, in denen er insgesamt sechsmal einen Feldverweis aussprach und 14 Strafstöße verhängte.
Vier jener Feldverweise sprach er am 23. April 1966 im Spiel des 1. FC Kaiserslautern gegen den FC Bayern aus. Drei davon gegen die „roten Teufel“ – Uwe Klimaschefski, Jürgen Neumann und Wilhelm Wrenger – sowie einen gegen den Münchener Dieter Koulmann. Dies ist nach wie vor der Rekord für Feldverweise in einem Spiel ohne Miteinbeziehung von Gelb-Roten Karten. Da die Bayern das Spiel mit 2:1 gewannen, war es für Herden angebracht, den Betzenberg unter Polizeischutz zu verlassen. Es sei hier angemerkt, dass es beispielsweise in den Saisonen 1970/71 und 1972/73 jeweils insgesamt nur fünf Platzverweise gab.
Eine weitere Fußnote gibt es zu dem von ihm im Juni 1971 im Duisburger Wedaustadion geleiteten Spiel zwischen dem MSV Duisburg und Bayern München. Der Münchner Trainer Udo Lattek wechselte in der 80. Spielminute Günther Rybarczyk für Johnny Hansen ein – sein dritter Wechsel in diesem Spiel, obwohl seinerzeit nur zwei Auswechslungen erlaubt waren. Herden merkte es nicht sofort und wurde erst von Spielern des MSV Duisburg darauf aufmerksam gemacht. In der 82. Minute ging Rybarczyk wieder vom Platz und der angeschlagene Hansen musste für die restlichen Spielminuten wieder auf den Platz. Die Gastgeber gewannen 2:0.
Am 1. Mai 1972 leitete er das Abschiedsspiel von Uwe Seeler zwischen dem Hamburger SV und einer prominent bestückten Europaauswahl im Hamburger Volksparkstadion. Das war auch sein letztes Spiel. Sowohl Seeler als auch Herden wollten den Ball als Souvenir haben: daher wurde in jeder Halbzeit ein anderer Ball verwendet. Unmittelbar nach dem Schlusspfiff umarmten sich Seeler und Herden, der bei dieser Gelegenheit noch einmal die Rote Karte zückte, wenngleich nur symbolisch.